# Duboki Dol
Duboki Dol falu Horvátországban Zára megyében. Közigazgatásilag Gračachoz tartozik.

## Fekvése
Zárától légvonalban 58, közúton 78 km-re északkeletre, községközpontjától légvonalban 11, közúton 30 km-re délkeletre, Lika déli részén, a Velebit-hegység egyik mély völgyében fekszik.

## Története
A török kiűzése (1685) után pravoszláv lakossággal betelepült likai falvak közé tartozik. A településnek 1880-ban 138, 1910-ben 261 lakosa volt. Az első világháború után előbb a Szerb-Horvát-Szlovén Királyság, majd Jugoszlávia része lett. 1991-ben teljes lakossága szerb nemzetiségű volt. Lakói még ez évben csatlakoztak a Krajinai Szerb Köztársasághoz. A horvát hadsereg 1995 augusztusában a Vihar hadművelet során foglalta vissza a települést. Szerb lakói elmenekültek.. A településnek 2011-ben már nem volt állandó lakossága.

## Lakosság
| Lakosság változása | Lakosság változása | Lakosság változása | Lakosság változása | Lakosság változása | Lakosság változása | Lakosság változása | Lakosság változása | Lakosság változása | Lakosság változása | Lakosság változása | Lakosság változása | Lakosság változása | Lakosság változása | Lakosság változása | Lakosság változása |
| ------------------ | ------------------ | ------------------ | ------------------ | ------------------ | ------------------ | ------------------ | ------------------ | ------------------ | ------------------ | ------------------ | ------------------ | ------------------ | ------------------ | ------------------ | ------------------ |
| 1857               | 1869               | 1880               | 1890               | 1900               | 1910               | 1921               | 1931               | 1948               | 1953               | 1961               | 1971               | 1981               | 1991               | 2001               | 2011               |
| 0                  | 0                  | 138                | 181                | 237                | 261                | 270                | 279                | 143                | 151                | 124                | 97                 | 64                 | 32                 | 0                  | 0                  |

## Nevezetességei
- Ókori út maradványai Tremzine-Čardak alatt.
- A faluban a népi építészet jellegzetes példái láthatók.